# Рудеш
Рудеш је загребачко насеље и истоимени месни одбору у Градској четврти Трешњевка — југ.
На подручју насеља простире се салезијанска жупа, са црквом свете Ане.